# Zęboróg
Zęboróg (Ceratodon) – rodzaj mchu należący do rodziny Ditrichaceae.

## Morfologia
Łodygi niewielkie (zazwyczaj od 1 do 3 cm), w dolnej części z chwytnikami, pojedyncze lub widlasto rozgałęzione. Liście na brzegach podwinięte, nieregularnie ząbkowane. Dwupienne skupiska gametangiów, przy czym rośliny męskie i żeńskie są tej samej wielkości. Szczecinka wyprostowana, w stanie suchym skręcona. Puszka ze stożkowatym wieczkiem. Perystom pojedynczy, zbudowany z 16 zębów.

## Systematyka
- Gatunek: zęboróg purpurowy (Ceratodon purpureus)
- Gatunek: Ceratodon conicus
- Gatunek: Ceratodon heterophyllus
- Gatunek: Ceratodon semilunaris